# Kanizsai Ferenc
Csuka Ferenc, írói nevén Kanizsai Ferenc (Magyarkanizsa, 1879. november 28. – Budapest, 1914. május 2.) író, újságíró, kritikus.

## Pályafutása
Csuka Sándor és Devics Mária fia. Középiskoláit Szegeden és Versecen végezte, majd Budapesten és Kolozsvárt járt egyetemre. Szegeden indult újságírói pályafutása, majd Szabadkára ment, innen pedig a fővárosba került. Molnár Ferenc hatása alatt születtek első művei. Novelláinak főként városi témájúak. Több regényt és elbeszéléskötetet is kiadott. Terka című művéről 1907-ben Csáth Géza írt kritikát a Bácskai Hírlapban. A cserebogár című kötetéről Kosztolányi (Világ, 1911. január 25.)

## Művei
- Csuka Ferenc: Faustus redivivus, tárcanovellák, Szeged, 1905
- Ifjabb Sóti Pál, Délmagyarország, 1909, folytatásokban
- Jó figurák; Schenk, Bp., 1909 (Mozgó könyvtár)
- Az apja fia; Schenk, Bp., 1910 (Mozgó könyvtár)
- Bűntársak. Elbeszélések; Athenaeum, Bp., 1912 (Modern könyvtár)
- A kígyóbűvölő; Schenk, Bp., 1912 (Mozgó könyvtár)
- Roppant nagy szerelem, Élet, folytatásokban
- A cserebogár, elbeszélések, Singer és Wolfner, 1911
- Az eltitkolt riport, Tolnai Világlapja, 1911
- Poczok Palkó története z ifjúság számára; Tolnai Ny., Bp., 1918
- Diáknovellák; Magyar Jövő, Bp., 1920 (A Zászlónk diákkönyvtára)
- Janeiró: Karcsi, a mintadiák válogatott kalandjai; Magyar Jövő, Bp., 1921 (A Zászlónk diákkönyvtára)